# Eurygenium
Eurygenium és un gènere extint de mamífers notoungulats de la família dels notohípids que visqueren a Sud-amèrica des de l'Oligocè superior fins al Miocè inferior, fa entre 21 i 29 milions d'anys. Se n'han trobat fòssils a l'Argentina i Bolívia. Les espècies d'aquest grup tenien les dents dotades de corones molt altes. La seva anatomia i morfometria fan pensar que eren animals terrestres, bons excavadors i bons nedadors. El nom genèric Eurygenium significa ‘galta ampla’.